# LVR-Klinik Bedburg-Hau
De LVR-Klinik Bedburg-Hau is een van de grootste instellingen voor de behandeling en opvang van psychisch- en geestelijk zieke patiënten in Noordrijn-Westfalen in Duitsland. De inrichting werd geopend in 1912 en is gevestigd op een parkachtig terrein in de gemeente Bedburg-Hau in Kreis Kleve. Het gehele complex van gebouwen en wegen valt onder monumentenzorg.

## Geschiedenis
De kliniek, vroeger bekend als 'Landesklinik Hau' (LKH), werd gebouwd vanaf 1908 onder leiding van Landesbauinspektor Paul Hirschhorn. Op een terrein nabij het Station Bedburg-Hau verrees een complex van gebouwen in de destijds gangbare jugendstil. De opening was op 4 juli 1912. De oorspronkelijke naam was 8. Provinzial Heil- und Pflegeanstalt. In 1928 kwamen er nieuwe gebouwen bij. In 1950 werd de naam: Landesheilanstalt. 
De jaren 1939–1945 waren een donkere periode in de geschiedenis van de inrichting. Ongeveer 2300 patiënten werden afgevoerd naar vernietigingskampen. De huizen dienden ook als veldhospitaal en werden later door de geallieerden gebruikt voor de internering van krijgsgevangenen.

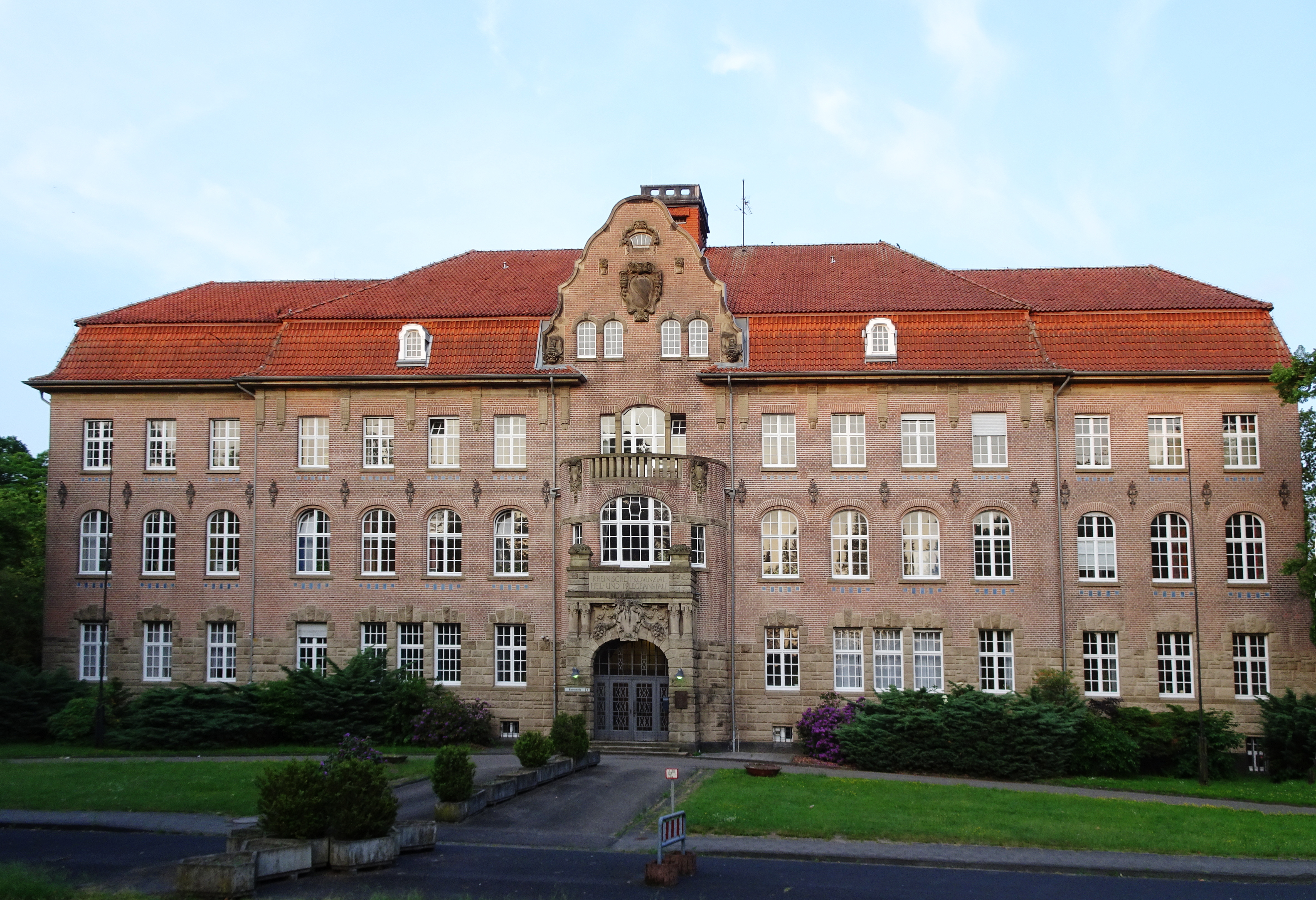
Hoofdkantoor
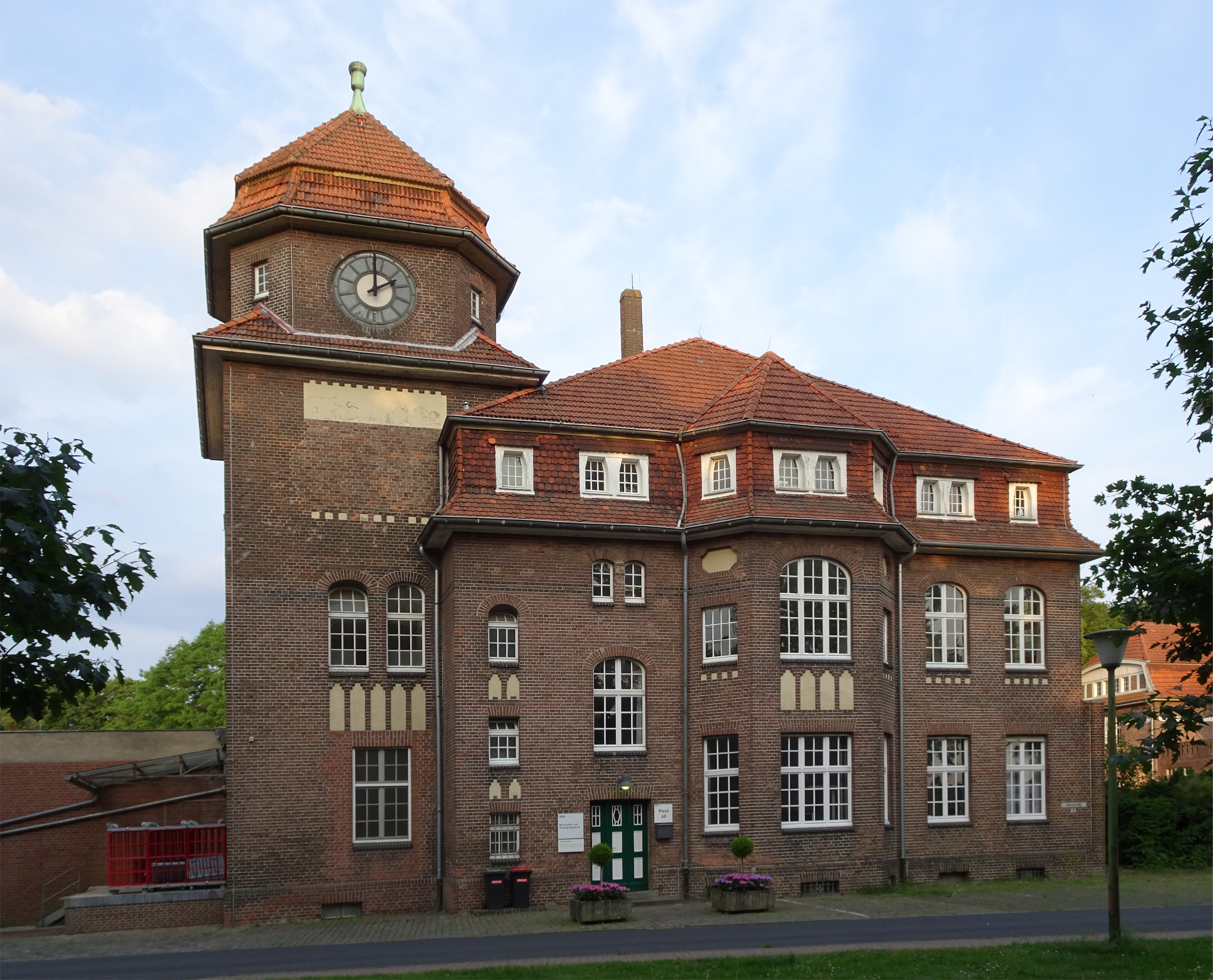
Keukengebouw
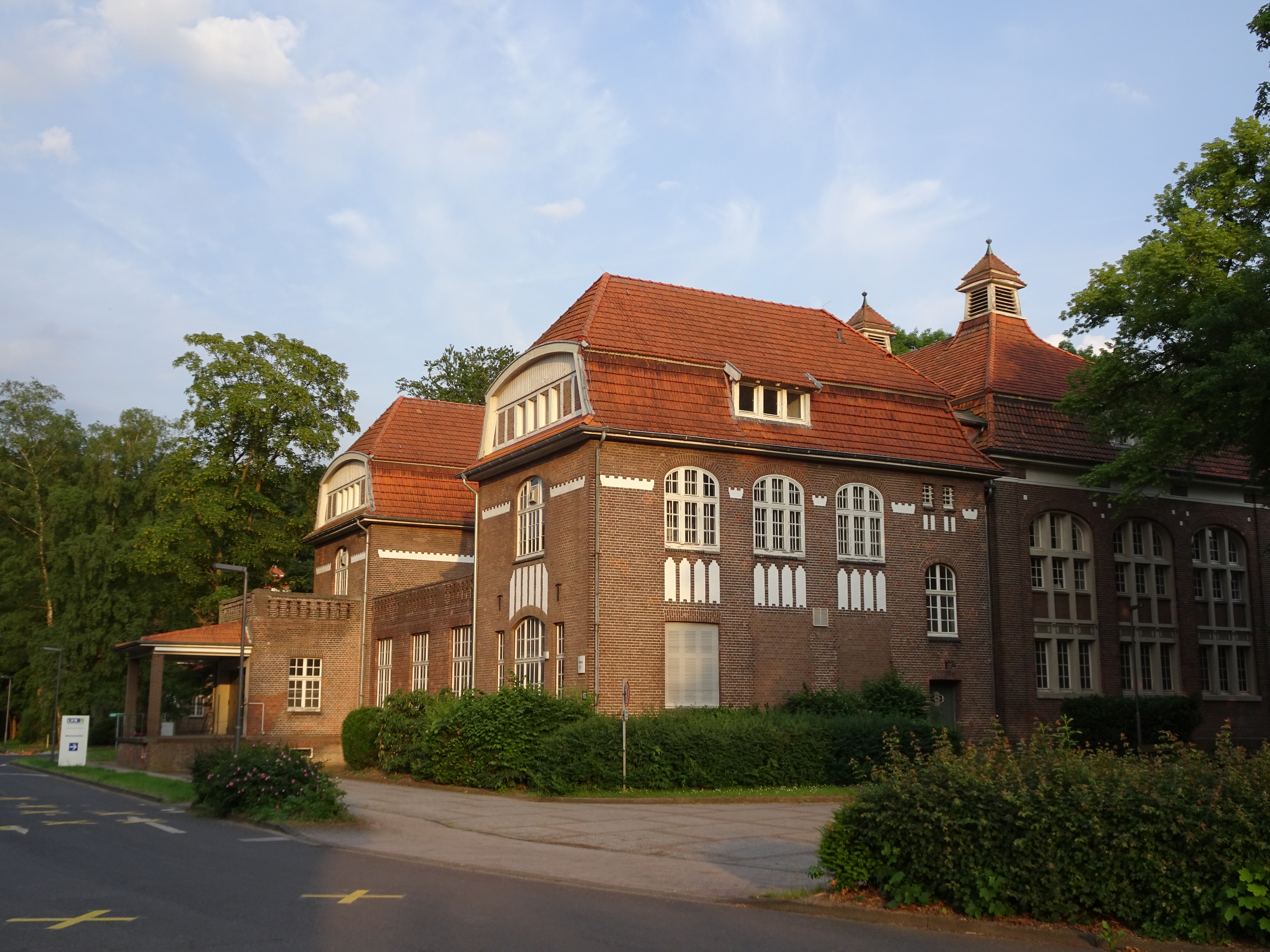
Magazijn
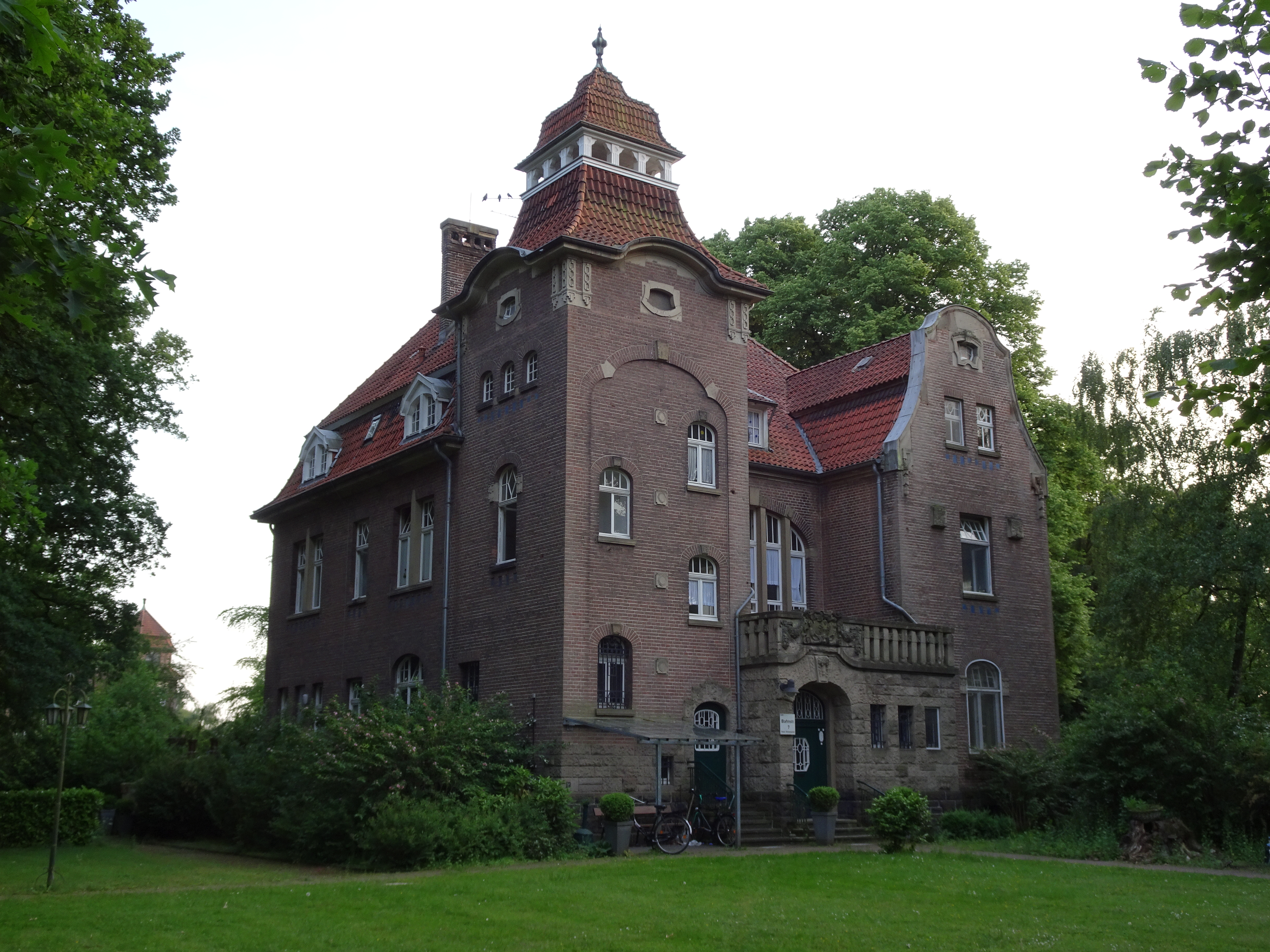
Directievilla

## Het terrein
In een parkachtig landschap met hoge bomen, omgeven door een rondweg met kantoor- en verzorgingsgebouwen, is een middenterrein waar verschillende al dan niet omheinde huizen te vinden zijn. Het complex had lange tijd een besloten en zelfverzorgend karakter. Er waren aan de ringweg bijvoorbeeld een eigen kerkgebouw in gebruik, drie boerderijen, stallen en manège, een slachthuis, een centrale keuken en faciliteiten voor hout- en metaalproductie gevestigd. In het centrumgebied met de huizen was ook een cultureel ontmoetingscentrum. 
In de periferie bevinden zich enkele opleidingsinstituten. Ook is er een grote begraafplaats met honderden oorlogsgraven. 
Er is op het terrein een klein museum met historische documentatie over de instelling, dat beperkte uren geopend en verder op afspraak te bezichtigen is. Buiten het eigenlijke terrein bevindt zich een oude wijk met woningen voor verplegend personeel, verzorgers en artsen. 

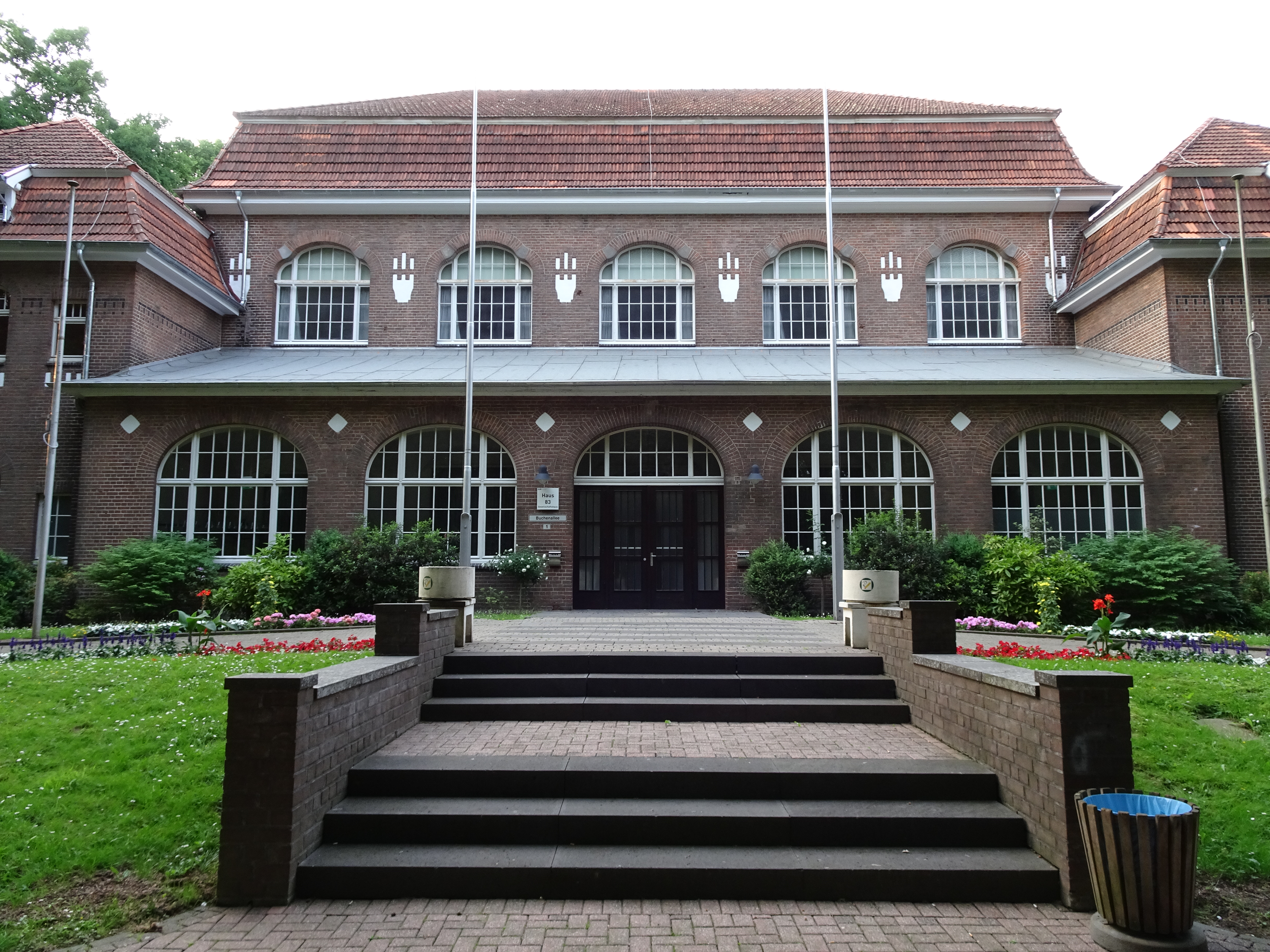
Gesellschaftshaus
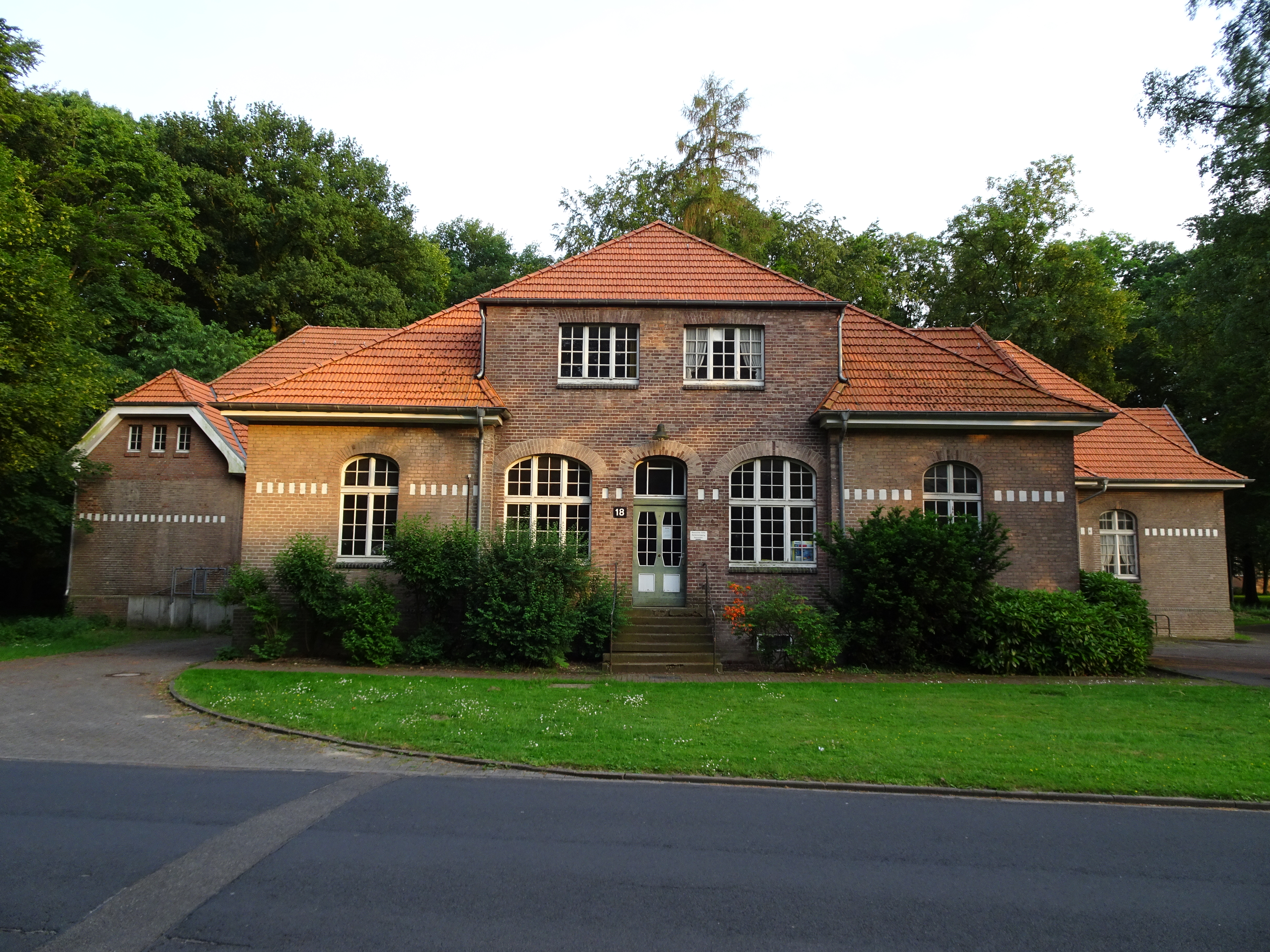
Haus 18
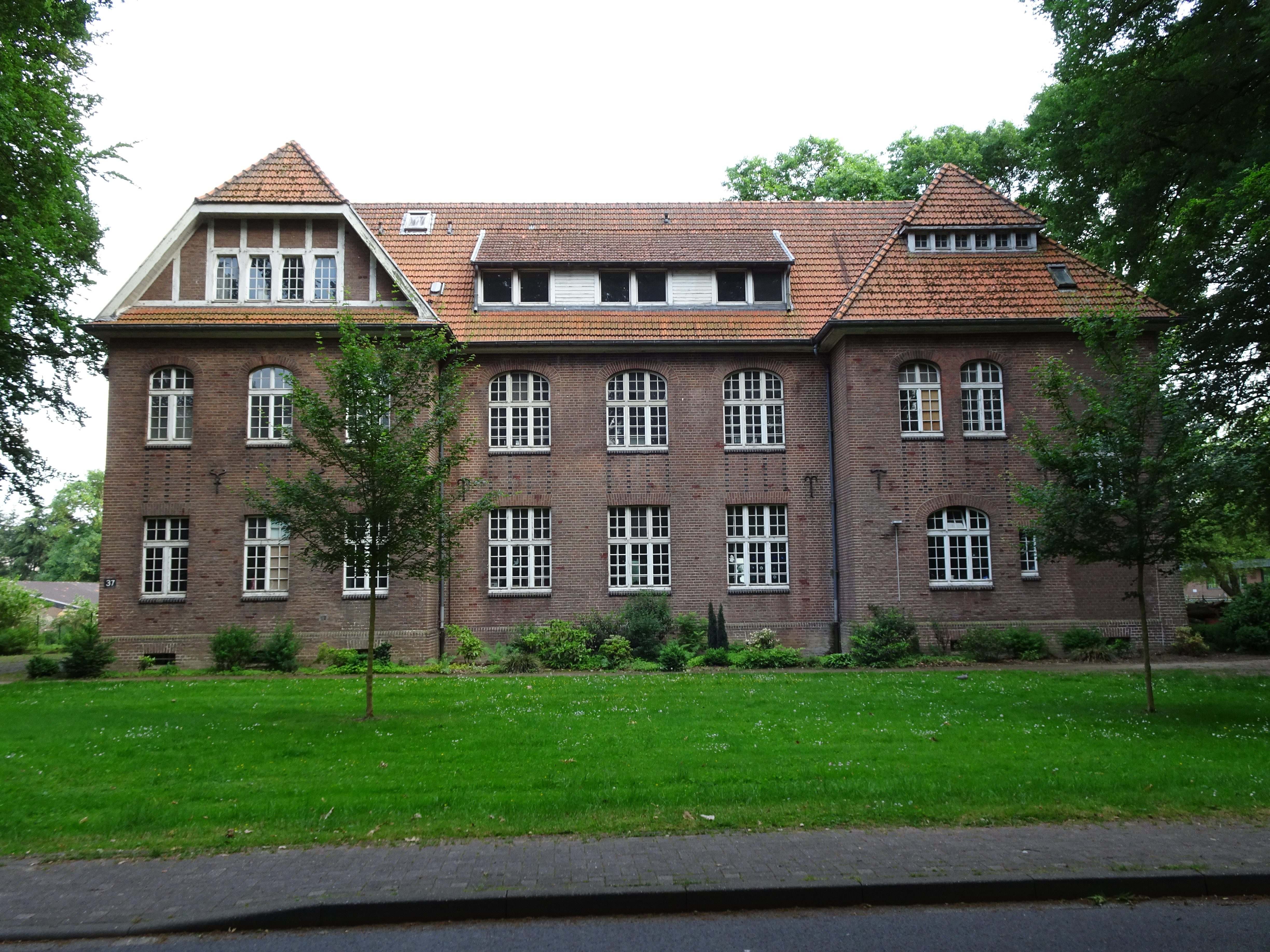
Haus 37
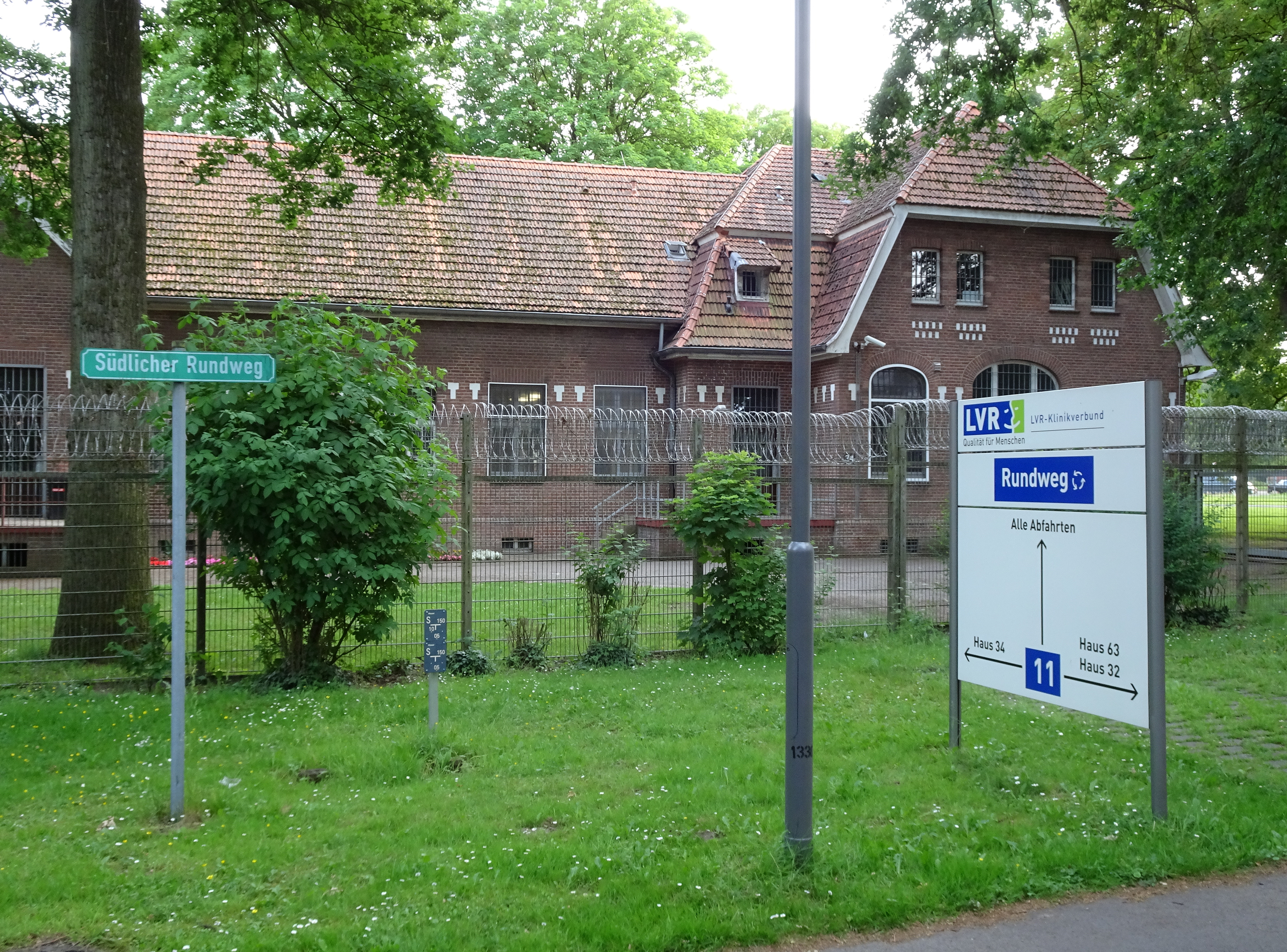
Südlicher Rundweg

## LVR-Klinik Bedburg-Hau
De instelling staat sinds 1952 onder verantwoordelijkheid van Landschaftsverband Rheinland. In totaal zijn er zo'n 1100 bedden waarvan ca. 260 op het terrein en de rest in Aussenwohngruppen. Er zijn ongeveer 1600 werknemers; naast verzorgers ook in allerlei ondersteunende bedrijven en dienstverlening zoals meubelmakerij, hoveniers, chauffeurs e.d. en er is een opleiding voor verplegers. 
Na 1978 heette de inrichting Rheinische Kliniken Bedburg-Hau. De huidige naam LVR-Klinik Bedburg-Hau wordt gebruikt sinds 8 april 2009.

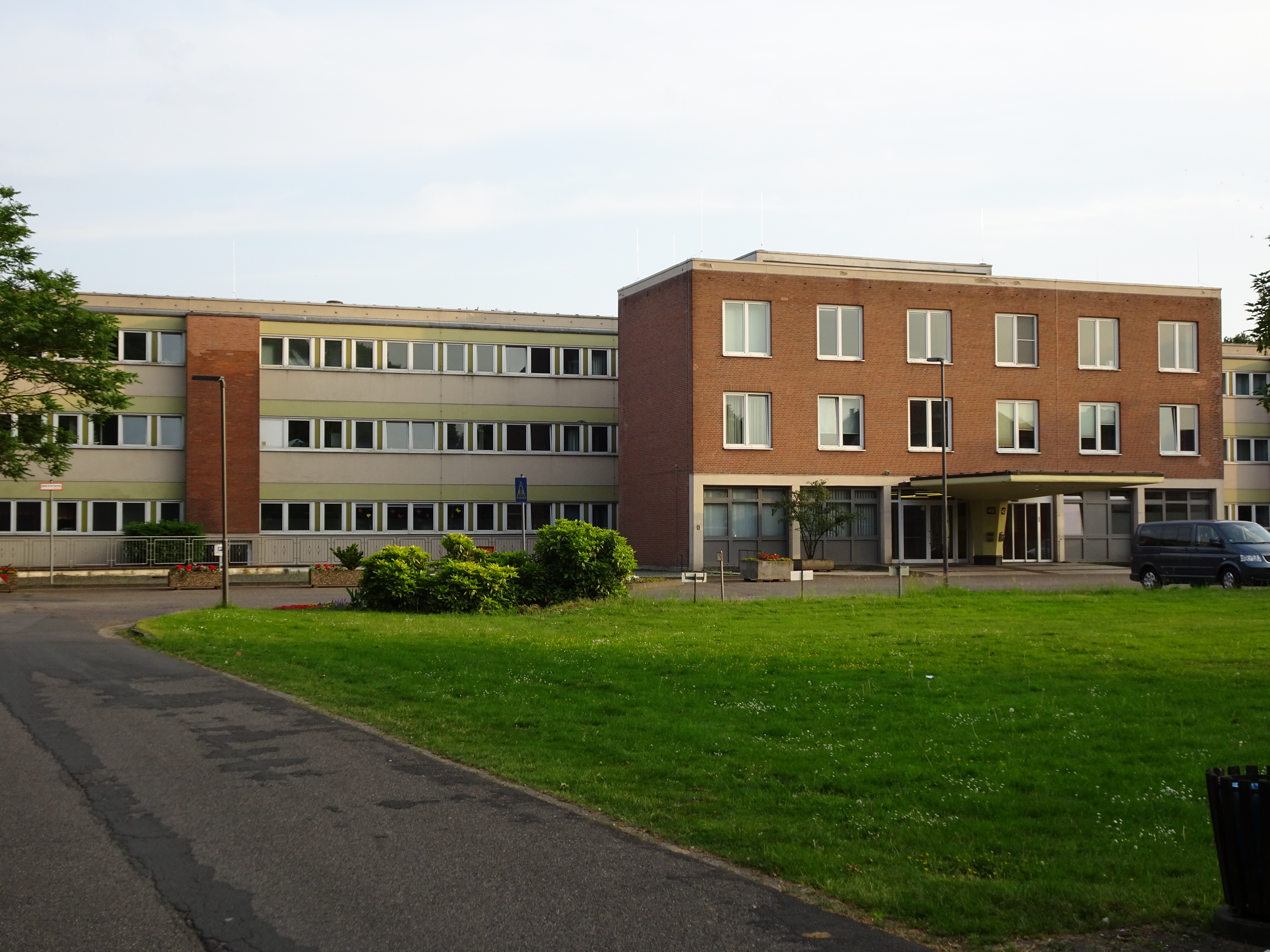
Föhrenbachkliniek
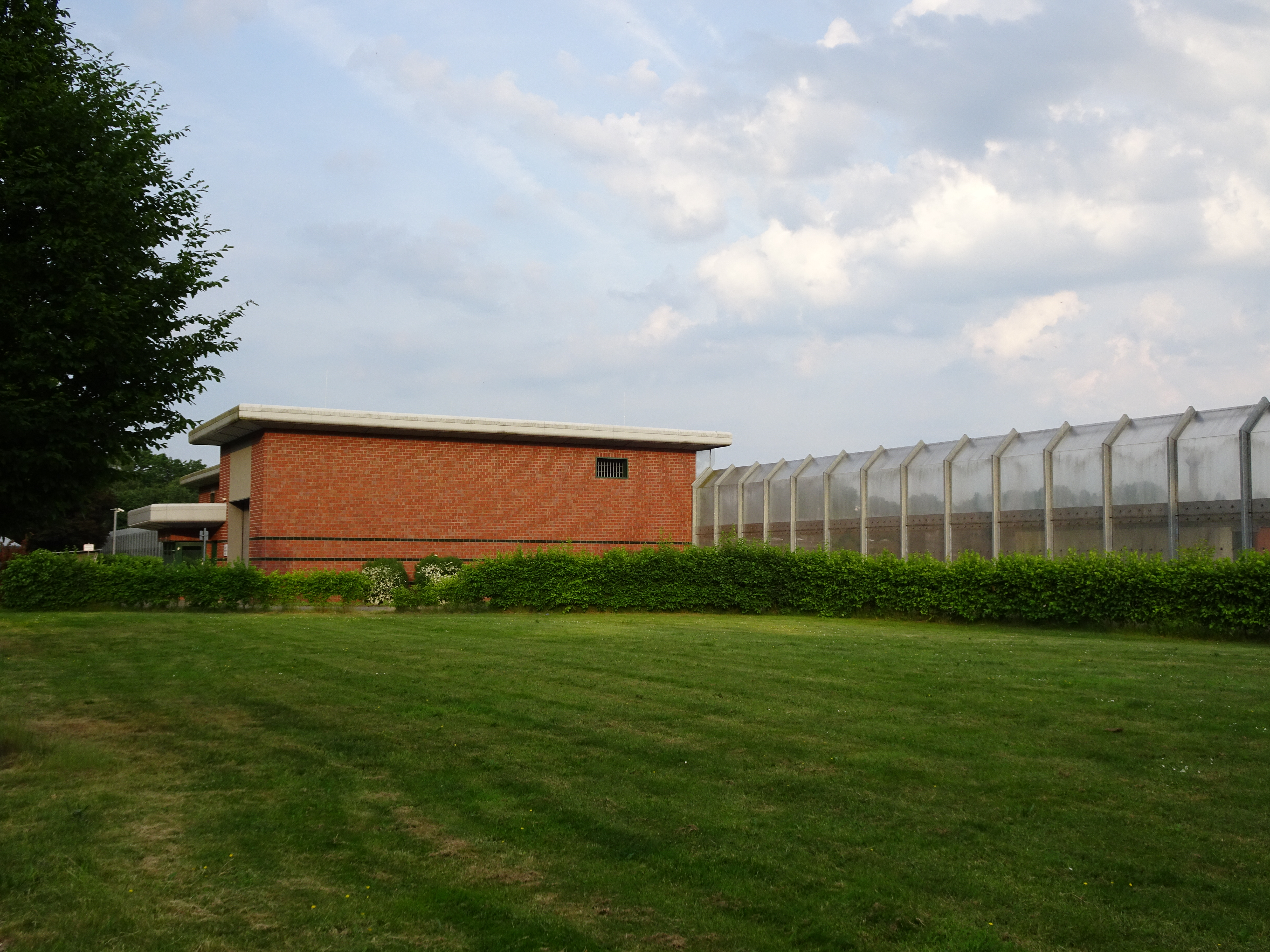
Forensik nieuwbouw
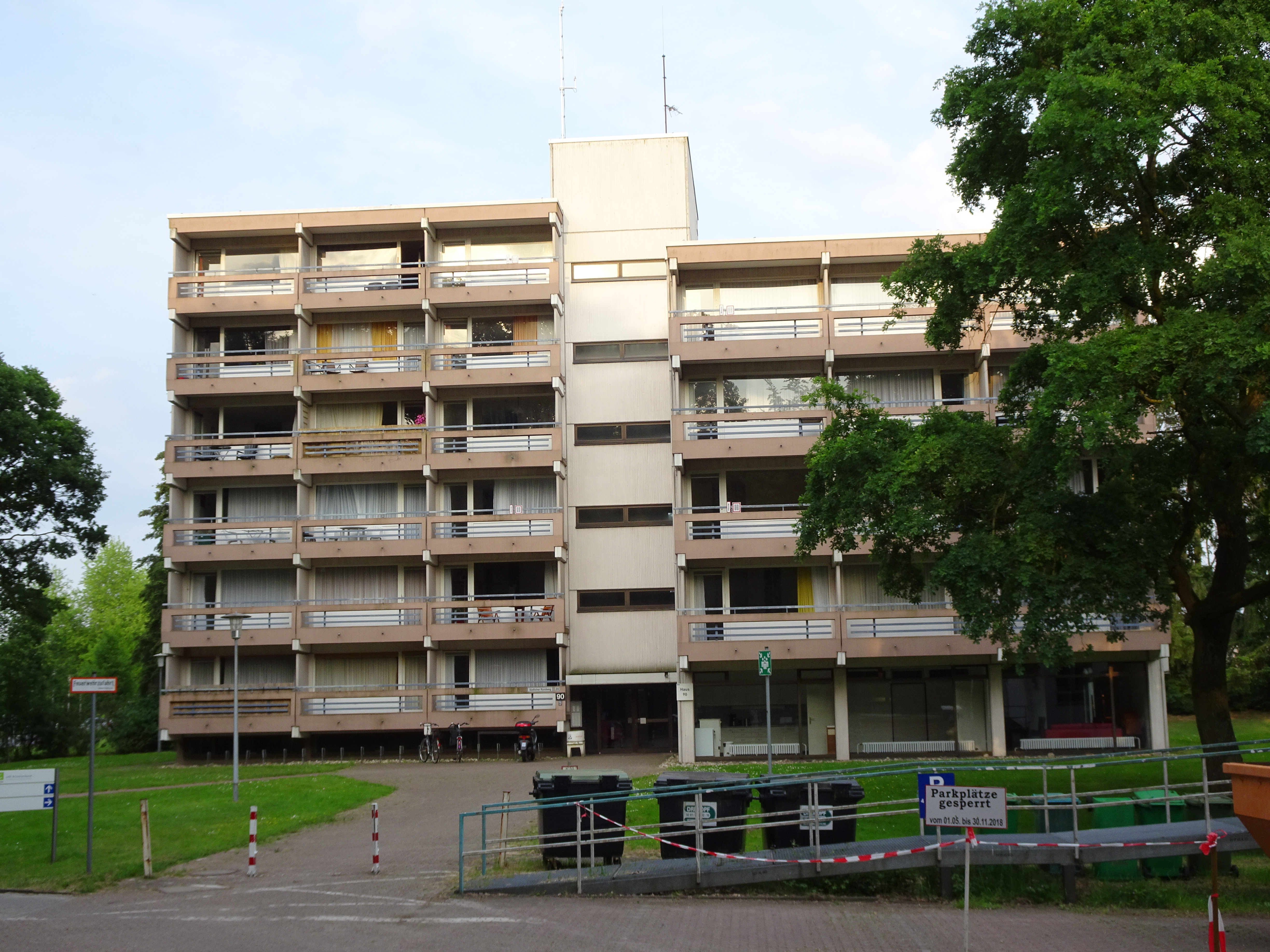
Personeelswoningen
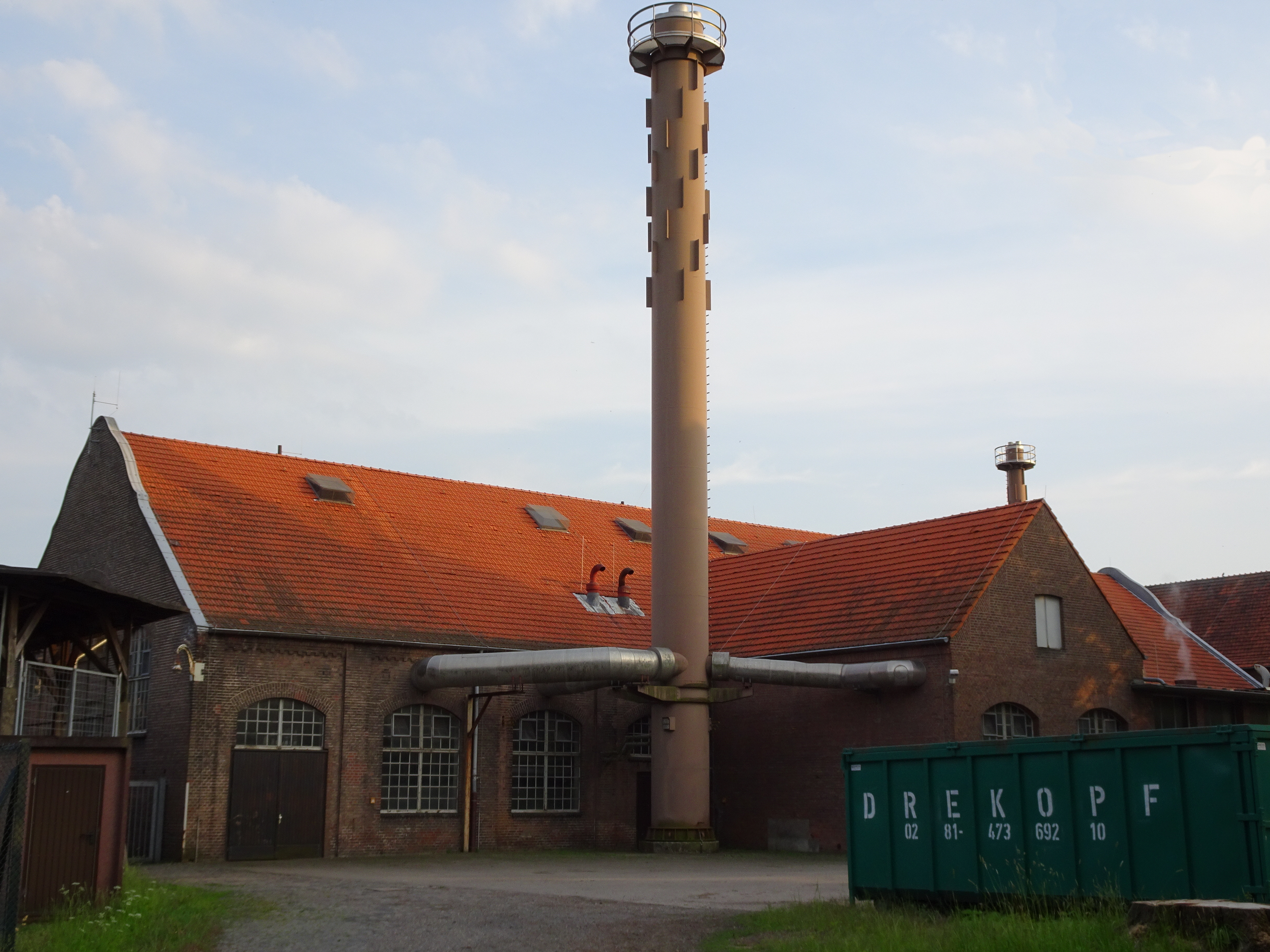
Warmtecentrale

## Huidig gebruik
In de jaren zestig werd begonnen met modernisering in de vorm van enkele nieuwe gebouwen. Nieuwe inzichten betreffende decentralisatie van opvang van patiënten maakte dat in de jaren tachtig vele huizen leeg kwamen te staan. Van de oorspronkelijke zelfverzorgende faciliteiten is met name nog de warmtecentrale als zodanig in gebruik. Nieuwe bestemmingen werden gevonden onder meer als behuizing voor een kunstenaarsinitiatief, Artoll Labor, de theatergroep 'mini-art' voor jeugdtheater, en opvanghuizen voor asielzoekers.
Sommige huizen werden de afgelopen jaren versterkt omheind ten behoeve van inrichting van speciale strafgevangenissen, bijvoorbeeld een vrouwengevangenis. Aansluitend op het oorspronkelijke terrein heeft in de jaren 2000 nieuwbouw plaatsgevonden voor een gesloten inrichting voor Forensische Psychiatrie.

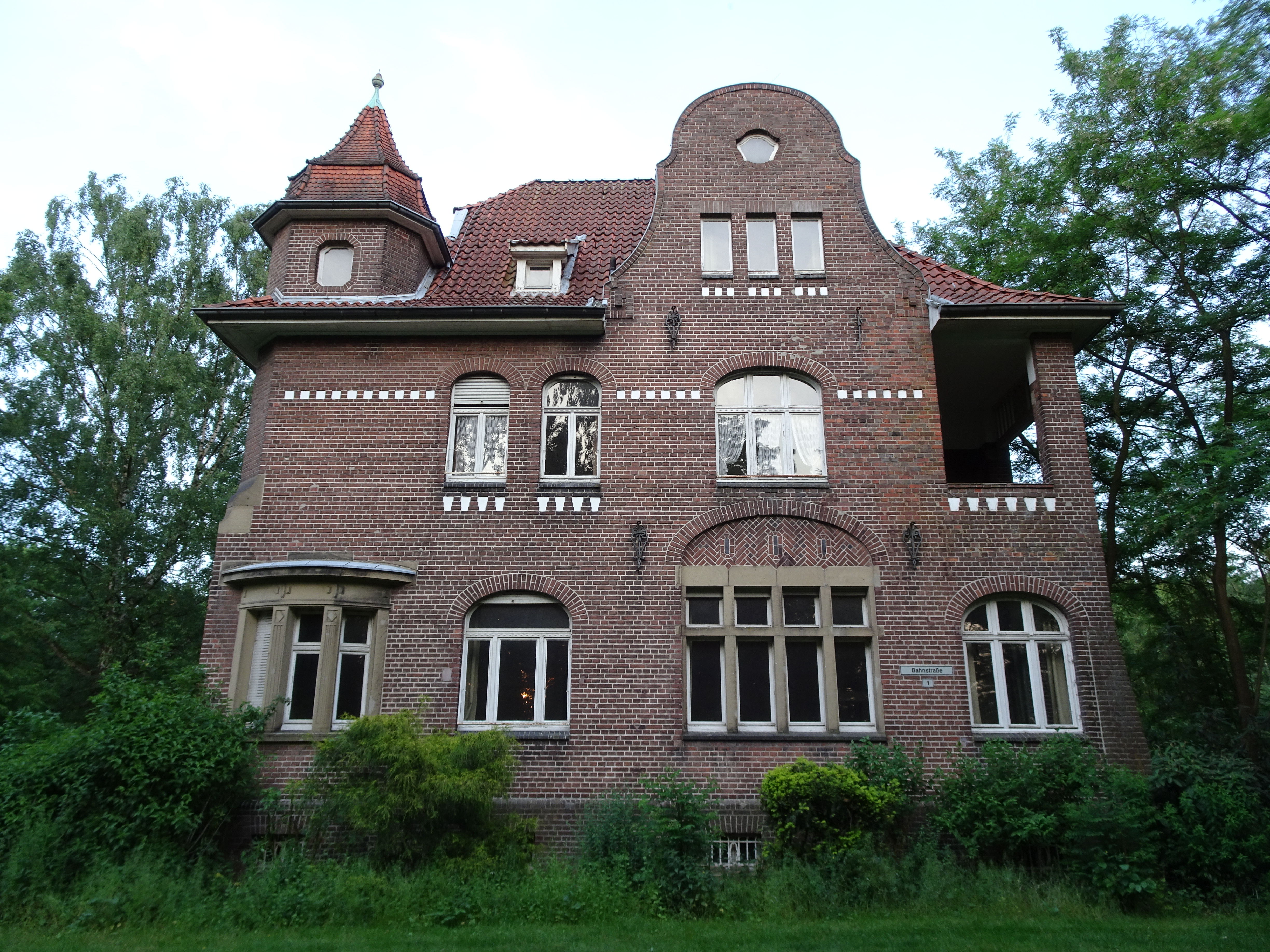
Bahnstraße 1
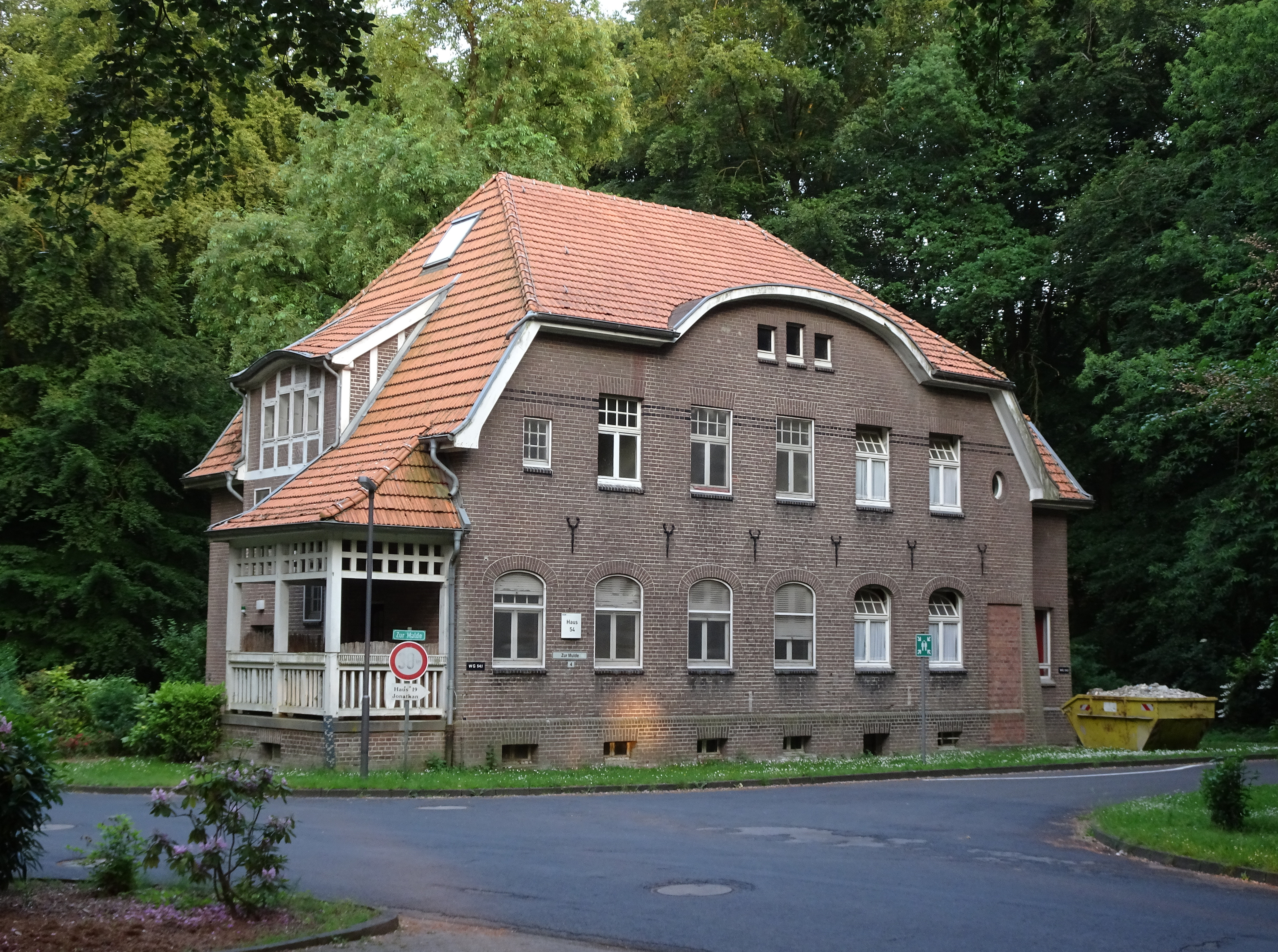
Buchenallee 4
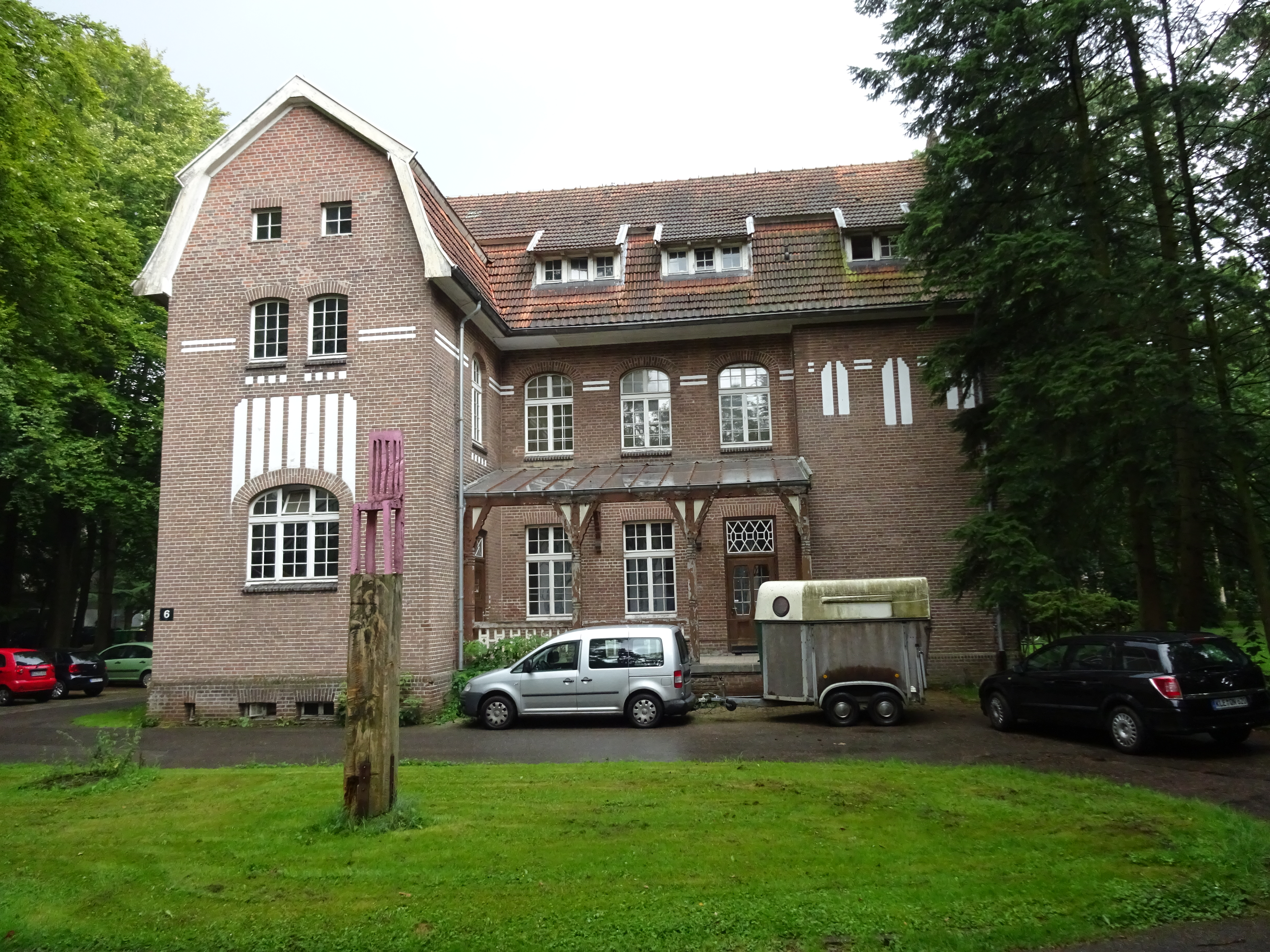
ArToll Labor
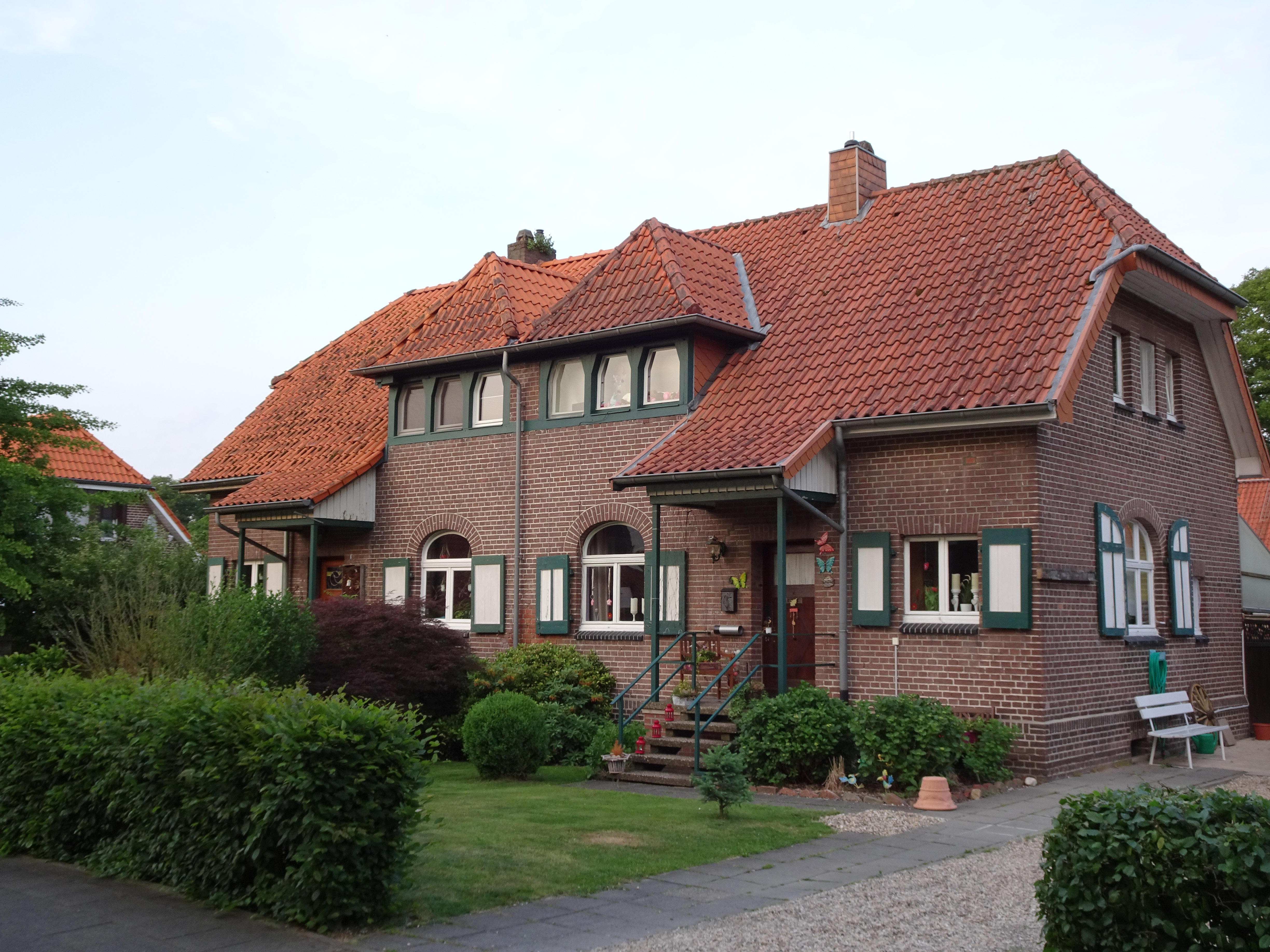
Altes Pflegerdorf